# 钦定八旗通志
《钦定八旗通志》是清朝政府在乾隆年间开始修撰、嘉庆年间成书，有关八旗历史的典籍。
雍正六年（1728年），鄂尔泰等人奉敕开八旗志馆，编撰《八旗志》。乾隆四年（1739年），修撰完成《八旗通志初集》:126。乾隆中期，开始编纂《四庫全書》。乾隆帝下令修订“旧志”，即《八旗通志初集》。乾隆五十一年（1786年），乾隆帝下旨再次编写八旗通志，由福隆安等负责，至嘉庆元年（1796年）书成，赐名为《钦定八旗通志》。《四庫全書總目》中著录《八旗通志初集》，但收录的是《钦定八旗通志》:77。1986年，东北师范大学开始点校整理工作。两年初点后，因经费原因中断四年。1991年，吉林文史出版社承诺出版:128。最终，在1990年代末，由该校历史系李洵、赵德贵二人带领课题组完成两书的点校整理:77。2000年代初，校点本出版。2003年，阎崇年发文评论校点本:128。
全书分为卷首、志、表三部分，共356卷。卷首12卷，前6卷收录康熙、雍正、乾隆三朝御制诗文，后6卷收录历代关于八旗制度的敕谕。志分11部分，共269卷。前十志分别是旗分（31卷）、兵制（10卷）、职官（12卷）、氏族（8卷）、土田（12卷）、典礼（16卷）、学校（8卷）、选举（10卷）、营建（8卷）、艺文（1卷）。人物志共149卷，分为6类，宗室王公传（14卷）、大臣传（74卷）、忠义传（27卷）、循吏传（4卷）、孝义传（1卷）、列女传（29卷）。表分71卷，分为封爵表（8卷）、世职表（32卷）、八旗大臣年表（宗人府大臣年表1卷、内阁大臣年表3卷、部院大臣年表3卷、内大臣年表3卷、八旗都统年表9卷、直省大臣年表10卷、附八旗大臣年表4卷）:127。

## 延伸阅读
[在维基数据编辑]
 《欽定八旗通志 (四庫全書本)》（ 在维基共享资源阅览影像）